# Ivan Jazbinšek
Ivan Jazbinšek (Zagreb, 9. kolovoza 1914. – Zagreb, 28. lipnja 1996.) bio je hrvatski nogometni reprezentativac i nogometni trener slovenskog porijekla.

## Igračka karijera

### Klupska karijera
Srednji branič, igrao je za Meteor Zagreb, Policijski Zagreb, BSK Beograd, Građanski Zagreb, Metalac Zagreb te Dinamo Zagreb.

### Reprezentativna karijera
Nastupio 18 puta za hrvatsku nogometnu reprezentaciju, 7 puta za reprezentaciju Jugoslavije, te 26 puta za reprezentaciju Zagrebačkog nogometnog podsaveza.

## Trenerska karijera
Bio je trener u klubovima Metalac Zagreb, Dinamo Zagreb, NK Zagreb, u izraelskom Hapoel Haifa, te u kanadskoj Croatiji iz Toronta.